# Daryl Vaz

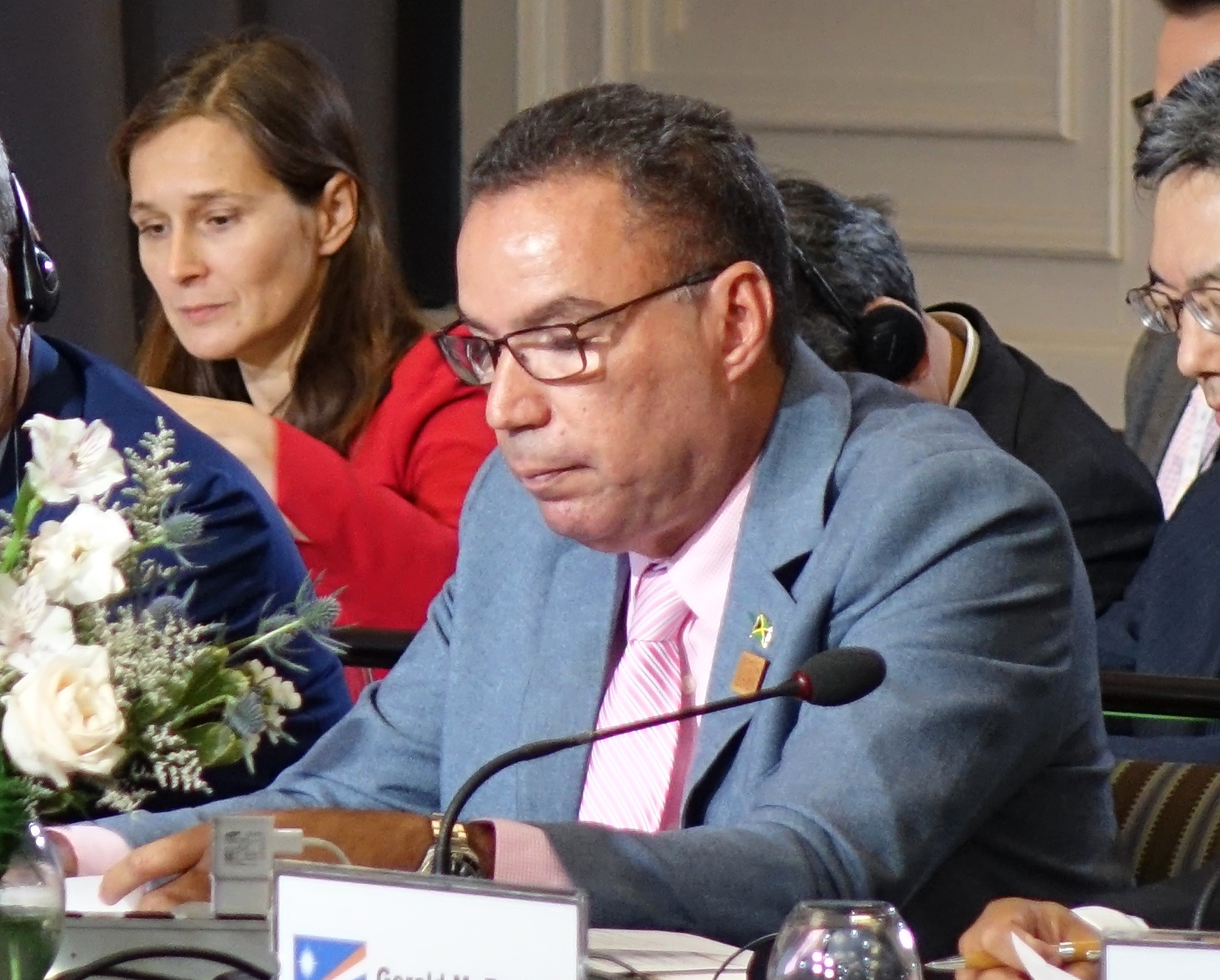
Daryl Vaz (2018)

Daryl Wesley Phillip Vaz (* 15. Dezember 1963) ist ein jamaikanischer Politiker der Jamaica Labour Party (JLP). Er war von April 2009 bis Januar 2012 Minister ohne Geschäftsbereich im Office des Premierministers (Minister without Portfolio in the Office of the Prime Minister).

## Leben
Daryl Vaz ist ein Sohn von Douglas Vaz, der während der Regierung von Premierminister Edward Seaga von 1980 bis 1986 Industrie- und Handelsminister (Minister of Industry and Commerce) war. Vaz besuchte die Mona Preparatory School und von 1974 bis 1980 das Campion College, von 1981 bis 1983 das Miami Dade Community College in Miami, Florida. Ab 1983 war er in der Gebrauchtautomobilimport-Branche tätig, unter anderem als Geschäftsführer verschiedener Unternehmen. Vaz ist in zweiter Ehe verheiratet und hat mit seiner zweiten Ehefrau ein gemeinsames Kind. Aus der ersten Ehe hat er fünf Kinder.

## Politik
Vaz war von 1986 bis 1990 Mitglied des Kingston & St. Andrew Corporation Councils, zog sich dann in den 1990er Jahren aber wieder aus der aktiven Politik zurück. Er verließ die JLP für einige Zeit, um sich zusammen mit seinem Vater Bruce Goldings National Democratic Movement anzuschließen, bevor sie alle 2002 wieder in die JLP zurückkehrten.
Bei der Parlamentswahl am 3. September 2007 wurde Vaz als Kandidat der JLP für den Wahlkreis Western Portland ins Repräsentantenhaus gewählt. Nach dem Wahlsieg bei dieser Wahl bildete die JLP die neue Regierung und Vaz wurde vom neugewählten Premierminister Golding zum Staatsminister (Minister of State in the Office of the Prime Minister) ernannt. Vaz’ Wahl wurde von Abraham Dabdoub, dem unterlegenen Gegenkandidaten der People’s National Party (PNP), nachträglich angefochten und durch Gerichtsbeschluss annulliert, da Vaz zum Zeitpunkt der Wahl neben der jamaikanischen auch die US-amerikanische Staatsbürgerschaft besaß. Nachdem Vaz die amerikanische Staatsbürgerschaft abgelegt hatte, fand am 23. März 2009 eine Nachwahl in Western Portland statt, bei der er als Mitglied des Repräsentantenhauses bestätigt wurde. Am 1. April 2009 wurde er erneut als Staatsminister vereidigt.
Kurz darauf wurde Vaz im Rahmen der Kabinettsumbildung vom 6. April 2009 zum Minister ohne Geschäftsbereich im Office des Premierministers mit Verantwortung für Information und Telekommunikation sowie für spezielle Projekte ernannt. Als Andrew Holness im Oktober 2011 Goldings Nachfolge als Premierminister antrat, übernahm er Vaz in seiner bisherigen Funktion in sein Kabinett. Vaz schied am 6. Januar 2012 aus dem Amt, nachdem die JLP bei der Parlamentswahl vom 29. Dezember 2011 der PNP unterlegen war.